# Умлєва Анна Василівна
Анна Василівна Умлєва (нар. 1954 р.) — голова Товариства українців в Італії. Також є директором Міжнародного фестивалю української культури «Гілка калини». У жовтні 2009 року фестиваль був проведений в рамках Днів України в Римі.
Львів'янка, випускниця Львівського Державного Університету імені Івана Франка. Останнє місце роботи в Україні — педагогічний коледж ЛДУ ім. І. Франка.